# Chasan (Kantor)

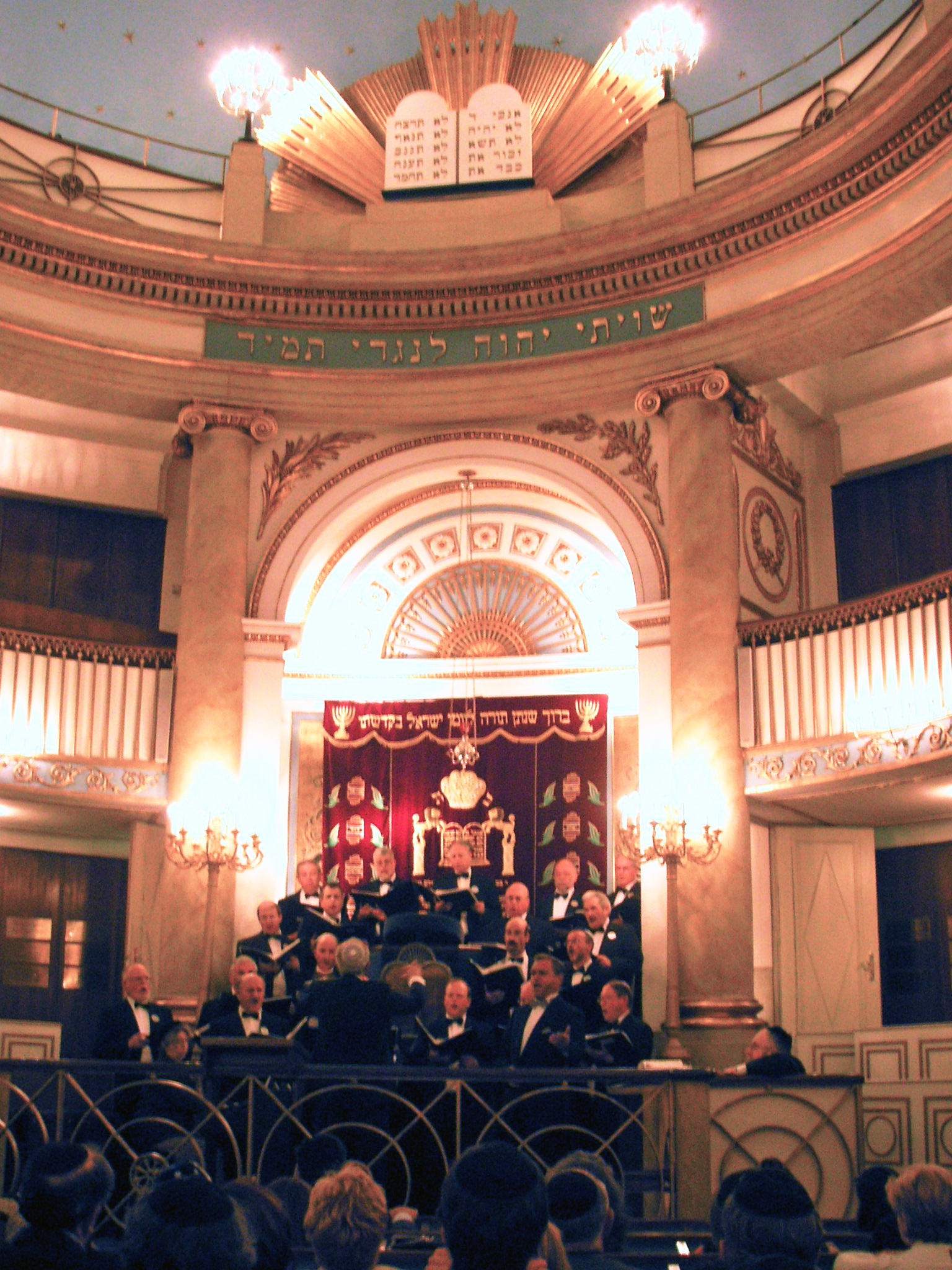
Kantorenkonzert im Wiener Stadttempel

Chasan [χaˈzan] (hebräisch חַזָּן, transliteriert: ẖazzan; Plural: Chasanim, feminin Plural: Chasanot, jiddisch Chasn, Plural Chasonim) oder Kantor wird der Vorbeter in einer Synagoge oder jüdischen Gemeinde genannt.
Der Name Chasan geht auf die Zeit des Römischen Reichs zurück und wurde zunächst für den Vertreter des Archisynagogos, d. h. des Leiters einer jüdischen Gemeinde verwendet. Dies war eine ehrenvolle Aufgabe: Im Codex Theodosianus von 438 wurden seine Inhaber von Steuern befreit, und Papst Gregor der Große bestätigte diese Bestimmung im Jahre 600. Im rein musikalischen Bereich, im Sinne eines Vorbeters, ist der Chasan etwa seit dem 9. Jahrhundert belegt. Die Funktion des Vorbeters im jüdischen Gottesdienst wurde im Mittelalter vom Vater auf den Sohn übertragen. Zu dieser Zeit musste ein Chasan auch in der Lage sein, Pijjutim, d. h. Hymnen, zu schreiben und zu vertonen.
In rabbinischer Zeit konnte jedes Gemeindemitglied als Vorbeter fungieren. Dies gilt prinzipiell bis heute; da die jüdische Liturgie jedoch sehr schwierig ist und eine schöne Stimme gewünscht wird, entwickelte sich diese Funktion in gaonischer Zeit zum eigenständigen Beruf.
Traditionell wird vom Chasan neben einer guten Stimme große Kenntnis der jüdischen Liturgie verlangt, vor allem aber ethisch einwandfreies Verhalten und Frömmigkeit. In der ersten Hälfte des 20. Jahrhunderts stammten berühmte Chasanim der aschkenasischen Tradition aus dem damaligen Russland und machten in den USA Karriere, wie beispielsweise Gershon Sirota, Jossele Rosenblatt und Zevulun Kwartin. In Deutschland bekannt wurden der Berliner Kantor Estrongo Nachama und Joseph Schmidt.
Ausbildungsstätten sind heute vor allem in den USA (New York), Israel und Großbritannien. In Deutschland werden nunmehr auch Kantoren im Abraham-Geiger-Kolleg in Potsdam ausgebildet. Der erste dort ausgebildete Kantor wurde im Juni 2009 in sein Amt eingeführt. In liberalen Gemeinden können auch Frauen das Kantorenamt bekleiden.